# Communauté israélite unie de Hongrie
La Communauté israélite unie de Hongrie (en hongrois : Egységes Magyarországi Izraelita Hitközség, EMIH) est la communauté regroupant les Juifs hongrois du courant Statusquo Ante.